# Sievi
Sievi – gmina w Finlandii, w regionie Pohjois-Pohjanmaa. Powierzchnia wynosi 800,88 km², z czego 13,55 km² stanowi  woda. Populacja wynosi 5 310 osób (2011).

## Sąsiadujące gminy
- Haapajärvi
- Kalajoki
- Kannus
- Lestijärvi
- Nivala
- Reisjärvi
- Toholampi
- Ylivieska

## Wsie
Jokikylä, Jyrinki, Kiiskilä, Haikolankylä, Kukonkylä, Järvikylä, Leppälä/Lahdenperä, Sievinkylä